# Euryzeargyra sumatrensis
Euryzeargyra sumatrensis är en skalbaggsart som beskrevs av Stefan von Breuning och Heyrovsky 1964. Euryzeargyra sumatrensis ingår i släktet Euryzeargyra och familjen långhorningar. Inga underarter finns listade i Catalogue of Life.